# Österreichischer Kunstpreis für Literatur
Der Österreichische Kunstpreis für Literatur gehört zu den Staatspreisen der Republik Österreich, er ist mit 20.000 € dotiert und wird vom Bundesministerium für Kunst, Kultur, öffentlichen Dienst und Sport vergeben.

## Geschichte
Der Preis existiert seit 1972. Bis 2009 wurde er als Österreichischer Würdigungspreis für Literatur bezeichnet, seit 2010 wird er unter dem Namen Österreichischer Kunstpreis für Literatur verliehen.
Neben dem Österreichischen Kunstpreis für Literatur wird seit 2010 der Outstanding Artist Award für Literatur vergeben, der den von 1950 bis 2009 verliehenen Österreichischen Förderungspreis für Literatur ersetzt. Der Förderungspreis wurde von 1950 bis 1988 in jährlich wechselnden Sparten (Lyrik, Drama, Roman, Erzählung, Hörspiel) vergeben, darunter 1967 an Thomas Bernhard. 1989 wurde die Spartenbegrenzung aufgehoben, 2010 erhielt die Auszeichnung ihren jetzigen Namen.
Zu den Preisträgern des Großen Österreichischen Staatspreises in der Kategorie „Literatur“ siehe ebendort.
Andreas Okopenko (1930–2010) erhielt im Laufe seines Lebens alle drei hier genannten Preise, wodurch sich gut ihre Rangfolge zeigen lässt: Er erhielt 1968 den Österreichischen Förderungspreis für Literatur, 1977 den Österreichischen Würdigungspreis für Literatur und schließlich 1998 den Großen Österreichischen Staatspreis in der Kategorie „Literatur“.

## Österreichischer Würdigungspreis für Literatur
- 1972: Erich Fried
- 1973: Friederike Mayröcker
- 1974: Ilse Aichinger
- 1975: Michael Guttenbrunner
- 1976: Gerhard Rühm
- 1977: Andreas Okopenko
- 1978: Ernst Jandl
- 1979: Wolfgang Bauer
- 1980: Milo Dor
- 1981: Julian Schutting
- 1982: Alfred Kolleritsch
- 1983: Elfriede Jelinek
- 1984: Elfriede Gerstl
- 1985: Reinhard Priessnitz
- 1986: Marie-Thérèse Kerschbaumer
- 1987: Barbara Frischmuth, Gert Jonke
- 1988: Hermann Jandl
- 1989: Gerhard Roth, Gernot Wolfgruber
- 1990: Werner Kofler, Peter Rosei
- 1991: Felix Mitterer
- 1992: Josef Winkler
- 1993: Jeannie Ebner und Helmut Eisendle
- 1994: Gerhard Amanshauser, Erika Mitterer
- 1995: Michael Scharang
- 1996: Marlene Streeruwitz, Fred Wander
- 1997: Marianne Gruber, Monika Helfer
- 1998: Marianne Fritz, Gerald Bisinger
- 1999: Elisabeth Reichart
- 2000: Waltraud Anna Mitgutsch
- 2001: Heimrad Bäcker
- 2002: Reinhard Peter Gruber, Inge Merkel
- 2003: Dominik Steiger
- 2004: Christoph Ransmayr
- 2005: Florjan Lipuš
- 2006: Christoph Wilhelm Aigner
- 2007: Michael Köhlmeier
- 2008: Elfriede Czurda
- 2009: Margit Schreiner

## Österreichischer Kunstpreis für Literatur
- 2010 Paulus Hochgatterer[3]
- 2011 Franz Schuh[4]
- 2012 Robert Menasse[5]
- 2013 Karl-Markus Gauß[6]
- 2014 Peter Henisch[7][8]
- 2015 Evelyn Schlag[9]
- 2016 Sabine Gruber[10]
- 2017 Wolf Haas[11]
- 2018 Arno Geiger[12]
- 2019 Maja Haderlap[13][14]
- 2020 Kathrin Röggla[15]
- 2021 Barbara Hundegger[16]
- 2022 Thomas Stangl[17]
- 2023 Bodo Hell[18]
- 2024 Robert Schindel[19]